# Brome
Brome település Németországban, azon belül Alsó-Szászország tartományban. Lakosainak száma 3311 fő (2023. december 31.). Brome Parsau, Tülau, Ehra-Lessien, Wittingen, Jübar, Beetzendorf és Klötze községekkel határos.

## Népesség
A település népességének változása:
| Lakosok száma | 3209 | 3325 | 3272 | 2700 | 3285 | 3281 | 3304 | 3311 |
|               | 2015 | 2016 | 2017 | 2018 | 2019 | 2021 | 2022 | 2023 |